# 久徳城
久徳城（きゅうとくじょう）は、滋賀県犬上郡多賀町久徳にあった日本の城。六角氏と浅井氏の係争の地として戦場となる。

## 概要
大字久徳の市杵島姫神社と南側の広場から東側集落の全てが城域であったとされている。面積としては東西200ｍ､南北200ｍ程で、広場の東側には土塁が､市杵島姫神社本殿の周囲には幅5m，深さ1m～2mの空堀が残っている。
この城は円郭式縄張りの平城とされている。久徳城の大手は､大手橋と称される南の芹川沿いで､芹川が外堀の役目を果たしていた。搦手は霊山寺があったと伝わる北西あたりとされている。
久徳氏は多賀氏から出ており、長享元年（1487年）、諸処の合戦における功により現在の久徳の地を賜り、芹川を外堀にした久徳城を築き久徳を称するようになったとある。
なお、霊山寺は久徳氏の菩提所であり、代々の墓石が幾つか残されている。

## 現状
城址は現在、市杵島姫神社の境内となっている、土塁の跡、本殿の周囲には壕跡などの遺構がみられる。